# Abderrahim Kamal
 (août 2025).
 (août 2025).
Si vous disposez d'ouvrages ou d'articles de référence ou si vous connaissez des sites web de qualité traitant du thème abordé ici, merci de compléter l'article en donnant les références utiles à sa vérifiabilité et en les liant à la section « Notes et références ».
 (août 2025).
La mise en forme du texte ne suit pas les recommandations de Wikipédia : il faut le « wikifier ».
Les points d'amélioration suivants sont les cas les plus fréquents :
- Les titres sont pré-formatés par le logiciel. Ils ne sont ni en capitales, ni en gras.
- Le texte ne doit pas être écrit en capitales (les noms de famille non plus), ni en gras, ni en italique, ni en « petit »…
- Le gras n'est utilisé que pour surligner le titre de l'article dans l'introduction, une seule fois.
- L'italique est rarement utilisé : mots en langue étrangère, titres d'œuvres, noms de bateaux, etc.
- Les citations ne sont pas en italique mais en corps de texte normal. Elles sont entourées par des guillemets français : « et ».
- Les listes à puces sont à éviter, des paragraphes rédigés étant largement préférés. Les tableaux sont à réserver à la présentation de données structurées (résultats, etc.).
- Les appels de note de bas de page (petits chiffres en exposant, introduits par l'outil «  Source ») sont à placer entre la fin de phrase et le point final[comme ça].
- Les liens internes (vers d'autres articles de Wikipédia) sont à choisir avec parcimonie. Créez des liens vers des articles approfondissant le sujet. Les termes génériques sans rapport avec le sujet sont à éviter, ainsi que les répétitions de liens vers un même terme.
- Les liens externes sont à placer uniquement dans une section « Liens externes », à la fin de l'article. Ces liens sont à choisir avec parcimonie suivant les règles définies. Si un lien sert de source à l'article, son insertion dans le texte est à faire par les notes de bas de page.
- La présentation des références doit suivre les conventions bibliographiques. Il est recommandé d'utiliser les modèles {{Ouvrage}}, {{Chapitre}}, {{Article}}, {{Lien web}} et/ou {{Bibliographie}}. Le mode d'édition visuel peut mettre en forme automatiquement les références.
- Insérer une infobox (cadre d'informations à droite) n'est pas obligatoire pour parachever la mise en page.

Pour une aide détaillée, merci de consulter Aide:Wikification.
Si vous pensez que ces points ont été résolus, vous pouvez retirer ce bandeau et améliorer la mise en forme d'un autre article.
Kamal Abderrahim, né le 5 février 1961 à Oujda, est un universitaire, essayiste et romancier marocain d’expression
كمال عبد الرحيم
française. Enseignant-chercheur en littérature française et francophone, il est également l’auteur d’une œuvre littéraire et critique marquée par une profonde réflexion sur l’histoire, l’identité et la mémoire collective.

## Biographie

### Une enfance à Oujda: entre exil intérieur et mémoire résistante
Abderrahim Kamal est né et a grandi à Oujda, ville frontalière où il a vécu jusqu’à l’âge de dix-neuf ans. Il y découvre très tôt ce qu’il nomme un « exil intérieur », dans une atmosphère de peur et de menace constante, propre à cette zone hautement surveillée durant les années 60 et 70. Il grandit dans une famille marquée par la mémoire de la résistance casablancaise des années 40 et 50, mémoire qu’entretenaient ses parents avec passion et colère. Cette double tension — politique et intime — nourrit dès son plus jeune âge une conscience aiguë du monde et le pousse vers la lecture comme échappatoire essentielle.
Son enfance est influencée par les récits familiaux sur la résistance nationaliste à Casablanca, empreints de douleur et de colère. Son père, originaire de Casablanca, s’installe à Oujda en 1960 et y exerce le métier d’artisan verrier et argenteur (miroiterie), un univers visuel qui fascine l’enfant.

### Formation française et éveil artistique
Après son baccalauréat, Kamal part en France pour des études universitaires en littérature française. Il y découvre une société fondée sur la liberté de vivre, de penser et de dire. Ces années, entre 19 et 28 ans, sont pour lui un moment clé de formation académique, artistique et existentielle. Il y apprend la rigueur intellectuelle à travers des disciplines comme la psychanalyse, l’anthropologie ou encore la linguistique, et croise des enseignants dont l’humanisme et l’exigence le marquent profondément. En parallèle, il développe une passion pour le cinéma d’auteur — notamment pour Tarkovski — et la peinture, qui influenceront plus tard la dimension plastique de son écriture romanesque.

### Un retour au Maroc entre choc et éveil
De retour au Maroc en 1989, il découvre son pays sous un nouveau jour. Les années 90 sont pour lui une décennie charnière : à la fois lieu de frustrations, de désillusions et d’intenses rencontres humaines. En 1989, il est recruté comme maître-assistant en littérature française à la Faculté des Lettres et des Sciences Humaines de Meknès. En 2005, il rejoint la Faculté des Lettres Dhar El Mehraz à Fès. Son enseignement et ses recherches portent principalement sur les littératures française et francophone, la photographie et les rapports entre texte et image. L’université devient alors pour lui un microcosme de la société marocaine, où se cristallisent toutes les tensions politiques, sociales et symboliques. Il y expérimente la violence institutionnelle, mais aussi la richesse des échanges avec des intellectuels engagés, tel feu Abdelali El Yazami. C’est dans cette période qu’il situe l’ancrage de sa trilogie romanesque, non comme autobiographie mais comme tentative de comprendre un Maroc en mutation, à travers des figures tiraillées entre lucidité et abattement.

## Travaux académiques
Kamal Abderrahim est l’auteur de plusieurs ouvrages critiques et essais académiques, parmi lesquels :
- La photographie selon Roland Barthes (1998)
- Le voir simonien. Un abécédaire (2001)
- "Imaginer, Penser l'invisible", in Thami Benkirane, photographe,  éd. UMI, Meknès, 2011, pp.15-28.  (ISBN 978-9981-933-20-0)
- "Le durable, l'instantané et le transitoire intransitif du sens. Étude des postures ontologiques de Roland Barthes devant L'Europe, le Japon et le Maroc", in Roland Barthes au Maroc, (Rhida Boulaâbi, Claude Coste, Mohamed Lehdahda, dir.), éd. UMI, Meknès, 2013, pp.137-142.  (ISBN 978-9981-881-15-0)
- "L'être-jeté loakirien: temps, espace et corps dans L'Inavouable de M. Loakira", in Loakira/Hayani. Écrire-peindre l’Être (ouvrage coordonné par Kamal Abderrahim), édition USMBA, Fès, Mars 2016.  (ISBN 978-9981-878-54-9)
- Roland Barthes, lire le visible (2017)
- Homo copiens (2018)
- Saltani Bernoussi, un rhapsode moderne (dir., 2020)

## Articles
Kamal, A. (2022). «Corps et espace dans les romans d’El Mostafa Bouignane. Sur La porte de la chance», in InterFrancophonies, N°13, (pp.25-35). https://doi.org/10.17457/IF/2022/KAM
Kamal, A. (2022). « Les écritures du carcéral au Maroc (1999-2011). littérature et / ou témoignage »,  in Interculturel francophonies, n. 41, juin-juillet 2022, pp. (181-66).
Kamal, A. & Saltani, B. (2022B). « Entretien », dans Bissani, A., El Bouazzaoui, M. & Saltani, B. (dir.), Tkoulia, l’attente de Abderrahim Kamal ou le roman de l’amitié dans des corps blessés (pp. 13-22). Tanger : Sagacita.

#### Sur Magrhess[3]
- Abderrahim Kamal, « Dans sa chair de Yasmina Chami : Un roman de la nostalgie, du manque et de l'absence », L'Opinion, 13 juillet 2022.
- Abderrahim Kamal, « L'université marocaine ou la « science » de l'approximation : Un diagnostic sans concession », L'Opinion, 31 mai 2022.
- Abderrahim Kamal, « El Mostafa Bouignane et Georges Abitbol : Le récit polyphonique d'un Maroc multiple », L'Opinion, 7 avril 2022.
- Abderrahim Kamal, « Le rire, la lecture : « Rira bien qui lira la littérature marocaine », un nuancier du rire », L'Opinion. 23 - 03 - 2022

## Œuvre littéraire

### Une écriture de longue haleine, longtemps restée intime
Kamal n’est pas « tombé dans le roman » mais l’a toujours porté en lui. Il écrit depuis sa jeunesse, principalement des fragments, des nouvelles, des textes longtemps gardés pour lui. Ce n’est que plus récemment qu’il décide de les faire lire à un cercle restreint d’amis, parmi lesquels Bernoussi Saltani (essayiste et poète-romancier se définissant comme un rhapsode) et d’autres collègues et universitaires. Si son activité d’enseignant a longtemps absorbé l’essentiel de son énergie, l’écriture créative a toujours été là, latente, patiente. Son premier roman, Tkoulia, l’attente, est né d’une nouvelle écrite quinze ans auparavant.
- Tkoulia, l’attente, éd. Sagacita (2020, Tanger)  (ISBN 978-9920-39-367-6), réédité en 2025 chez Marsam (Rabat)
- Peaux et ocres[4] éd. Marsam, Rabat, 2021.   (ISBN 978-9920-607-33-9)
- Naufrages dans le désert[5], éd. Marsam, Rabat, 2023.   (ISBN 978-9920-607-71-1)
- Khaïr-Eddine, la rage de dents, roman, paraitra sous peu.

Passionné d’écriture depuis son plus jeune âge, Kamal Abderrahim écrit de la poésie, des nouvelles et des romans. Toutefois, ce n’est qu’en 2020 qu’il publie son premier roman, Tkoulia, l’attente, premier volume d’une trilogie romanesque. Ce texte, longtemps resté dans ses tiroirs, voit le jour grâce aux encouragements de proches lecteurs. Ce premier roman est réédité en 2025 dans les éditions Marsam.
Les deux autres volets de cette trilogie, Peaux et ocres (2021) (voir compte rendu) et Naufrages dans le désert (2023), prolongent une même ambition : interroger les rapports entre mémoire intime et histoire collective.
Ses romans abordent des thématiques centrales comme le lien entre la « grande Histoire » et les récits individuels, le corps comme lieu d’inscription des traumatismes historiques, ainsi que les notions d’identité, de mémoire, de pouvoir et d’altérité. Le Maroc contemporain constitue pour lui un « laboratoire » narratif, terrain d'exploration de cent ans d’histoire nationale à travers la fiction.

## Esthétique et vision de l’écriture
Pour Kamal Abderrahim, « écrire un roman n’est pas raconter une histoire, mais l’écrire ». Il conçoit le roman comme une entreprise esthétique avant tout, où le langage et le style sont essentiels. L’écriture est pour lui une forme de résistance, un geste de survie face à l’oubli et au silence. Par ailleurs, l'écriture est fondamentalement sensation, émotion.

### Écriture du corps et du politique
L’œuvre romanesque de Kamal se distingue par sa capacité à mêler le politique au poétique, le tragique au comique. Pour lui, tout est politique, même dans les gestes les plus intimes : le corps devient le parchemin de l’Histoire. Sa quête d’écriture vise à révéler « l’impensé », ce qui nous détermine à notre insu, et à transmettre au lecteur une sensation, plus qu’un message. Loin d’un militantisme frontal, il cherche à faire sentir l’impact de l’Histoire sur la chair.

### Figures féminines et transmission de la mémoire
Les personnages féminins occupent une place centrale dans ses textes. Ils témoignent de la cruauté historique subie par les femmes au Maroc et dans le monde arabe, une violence souvent dissimulée sous des discours religieux normatifs. Pour Kamal, les femmes de ses romans sont des résistantes, des êtres de complexité et de puissance, traversées par une mémoire collective de l’humiliation mais aussi par une capacité admirable de défi et de dignité.

### L’avenir romanesque et la fidélité à l’Histoire
Actuellement, Kamal travaille sur un nouveau roman portant sur la période 1965-1995, centré autour de trois figures majeures de cette époque. Un roman sur Khaïr-Eddine verra bientôt le jour. Ce projet poursuit sa recherche du « corps dans l’Histoire » et devrait paraître en 2025. Il prévoit aussi de publier une réécriture de L’Étranger de Camus, L’Étranger, contre-enquête, un manuscrit achevé en 2016 mais encore inédit.

### Un passeur passionné de littérature
Professeur de littérature française et francophone depuis plus de trente ans, Kamal se définit avant tout comme un enseignant passionné. C’est à cette passion de transmettre le savoir et l’art qu’il a dédié l’essentiel de sa vie professionnelle. Pour lui, l’enseignement est plus qu’un métier : une vocation, un engagement, un lien vivant avec la jeunesse et avec la langue.

## Distinctions
Bien qu’il n’ait pas encore obtenu de prix littéraire, Kamal Abderrahim a été finaliste du Prix littéraire des jeunes de Marrakech en 2023 (Peaux et ocres) et est à nouveau en lice en 2024 avec Naufrages dans le désert.

## Rencontres avec Abderrahim Kamal (Vidéos)
1. Conférence Abderrahim Kamal, Mon corps, cette scène étrange où se joue mon écriture (Colloque international en hommage aux Professeurs SALTANI Bernoussi & KAMAL Abderrahim, 05 mars 2024).
2. Rencontre avec le romancier Abderrahim Kamal organisée le 17 Février 2024 par le Laboratoire de Recherche en Communication, Interculturel, Genre, Langue et Sociétés ( Modération de M. Mohamed Lehdahda et M. Fouad Mehdi)